# Jodypina
Jodypina (niem. Jodipin, ang. Iodipin) – jodowany olej sezamowy, preparat stosowany historycznie (na początku XX wieku) w leczeniu zamiast jodków alkalicznych. Dowodzono również skuteczności jodypiny w leczeniu kiły. Była stosowana doustnie (w stężeniu 10%) i w zastrzykach podskórnych (25%).